# Agostina Segatori

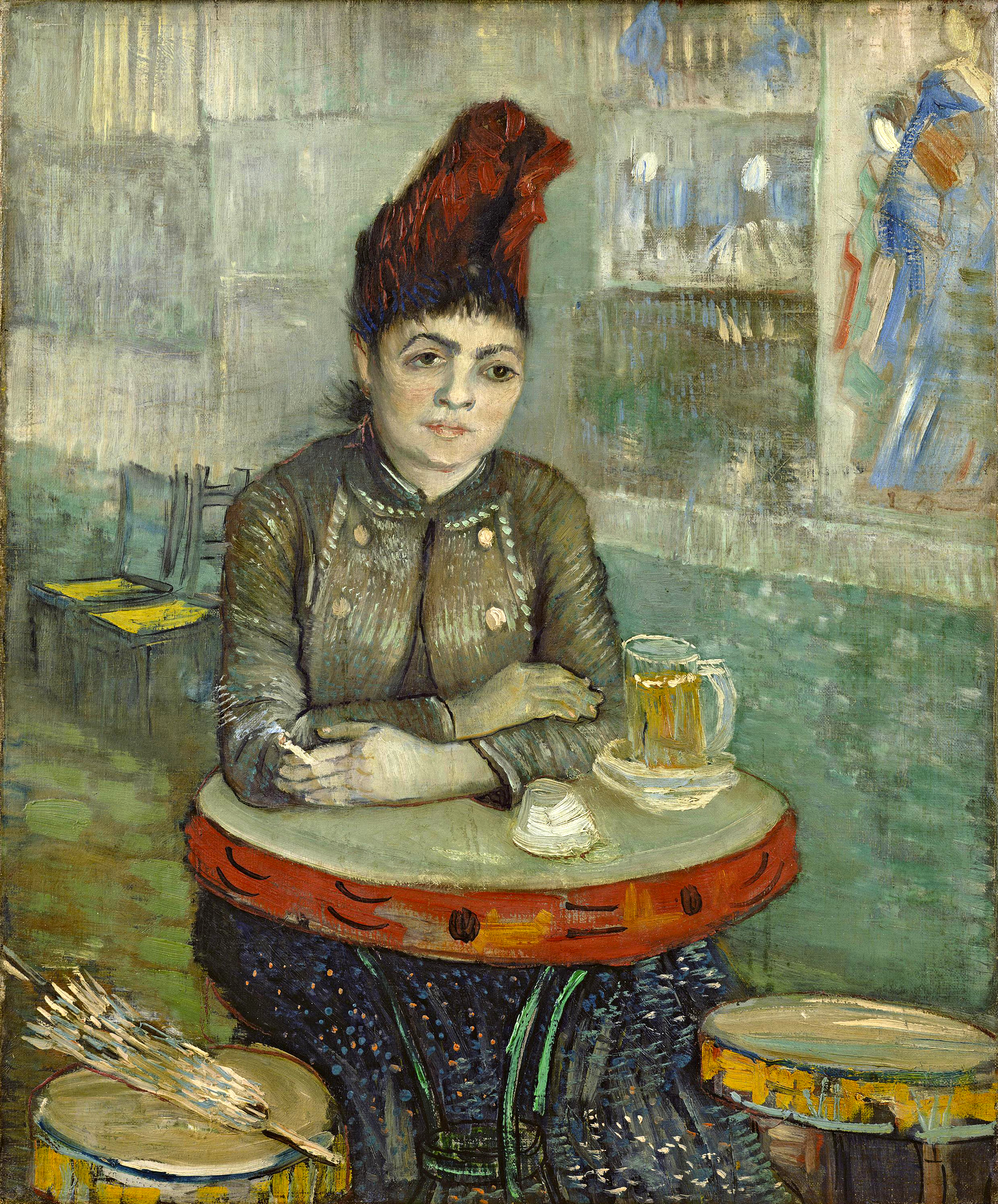
Vincent van Gogh, Agostina Segatori sentada en el Café du Tambourin (1887–88; Museo Van Gogh).

Agostina Segatori (Ancona, Italia 1841 – 1910, París, Francia) fue una modelo famosa por posar para pintores celebrados en París como Édouard Joseph Dantan, Jean-Baptiste Corot, Jean-Léon Gérôme, Eugène Delacroix, Vincent van Gogh y Édouard Manet. Es también conocida por regentar la Cafetería du Tambourin en París.

## Biografía
Agostina Segatori nació en la ciudad italiana de Ancona. En 1860  posó para Manet y en 1873 para Jean-Baptiste Corot. Poco se conoce de su vida hasta que conoció al pintor parisino Édouard Dantan en 1873, con quien vivió una relación tormentosa hasta 1884. Agostina tuvo un hijo de Dantan, que constó como Jean-Pierre Segatori. En 1874, Édouard Dantan la presentó en el primer trabajo que exhibió en el Salón, un medallón de cera. Durante los veranos de 1874, 1875 y 1877, Agostina Segatori posó muchas veces para él.
En 1884, Édouard Dantan describió a su antigua amante por el nombre de "Madame Segatori-Morière": parece que Agostina Segatori se había casado con un tal señor Morière. Su hijo Jean-Pierre es también llamado Morière, así que pudo haber sido reconocido implícitamente o adoptado formalmente por su marido.
Agostina Segatori no es solo conocida como la amante de Édouard Dantan, sino también como la propietaria de la Cafetería Tambourin, en 62 Bulevar de Clichy en París. Era un café restaurante de temática italiana, con ella y sus empleados vestidos con trajes folclóricos propios de su región natal. El local originalmente estaba localizado en 27 rue de Richelieu en París, antes de reabrir en 62 Bulevar de Clichy; Jules Chéret hizo un cartel para publicitar la reapertura. La decoración incluía obras que le ofreció Édouard Dantan, pero también de Vincent van Gogh. En 1887, Henri de Toulouse-Lautrec realizó un retrato de Vincent van Gogh en el café.
Agostina Segatori inició una breve relación en la primavera de 1887 con Vincent van Gogh, quién vivió en París de 1886 hasta 1888. Hay poca información sobre esta relación ya que van Gogh vivía entonces con su hermano, por lo que hay muy poca de su correspondencia en este periodo. Aun así Agostina Segatori es mencionada en dos cartas por el pintor. La información sobre la relación fue relatada por uno de los amigos más cercanos de Vincent van Gogh, el pintor Émile Bernard en un artículo que escribió sobre Pere Tanguy, un importante personaje parisino a finales del siglo XIX.  Parece que Vincent van Gogh y Agostina Segatori eran muy cariñosos el uno con el otro, e inspiró al pintor, quien hizo dos retratos de ella y varios desnudos al óleo. 

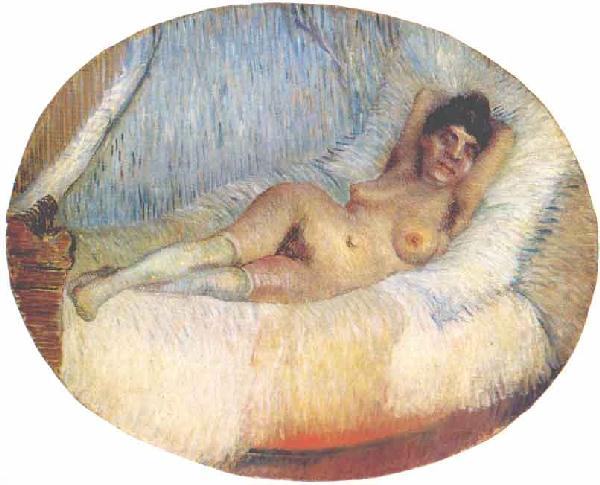
Desnudo reclinado, Vincent van Gogh, 1887.

Agostina Segatori ofreció la primera exposición de Vincent van Gogh en su Cafetería Tambourin. Su relación se tornó pronto tormentosa y decidieron de mutuo acuerdo separarse en julio de 1887. Después de esta separación, Agostina Segatori mantuvo impropiamente los trabajos de Van Gogh en su café.

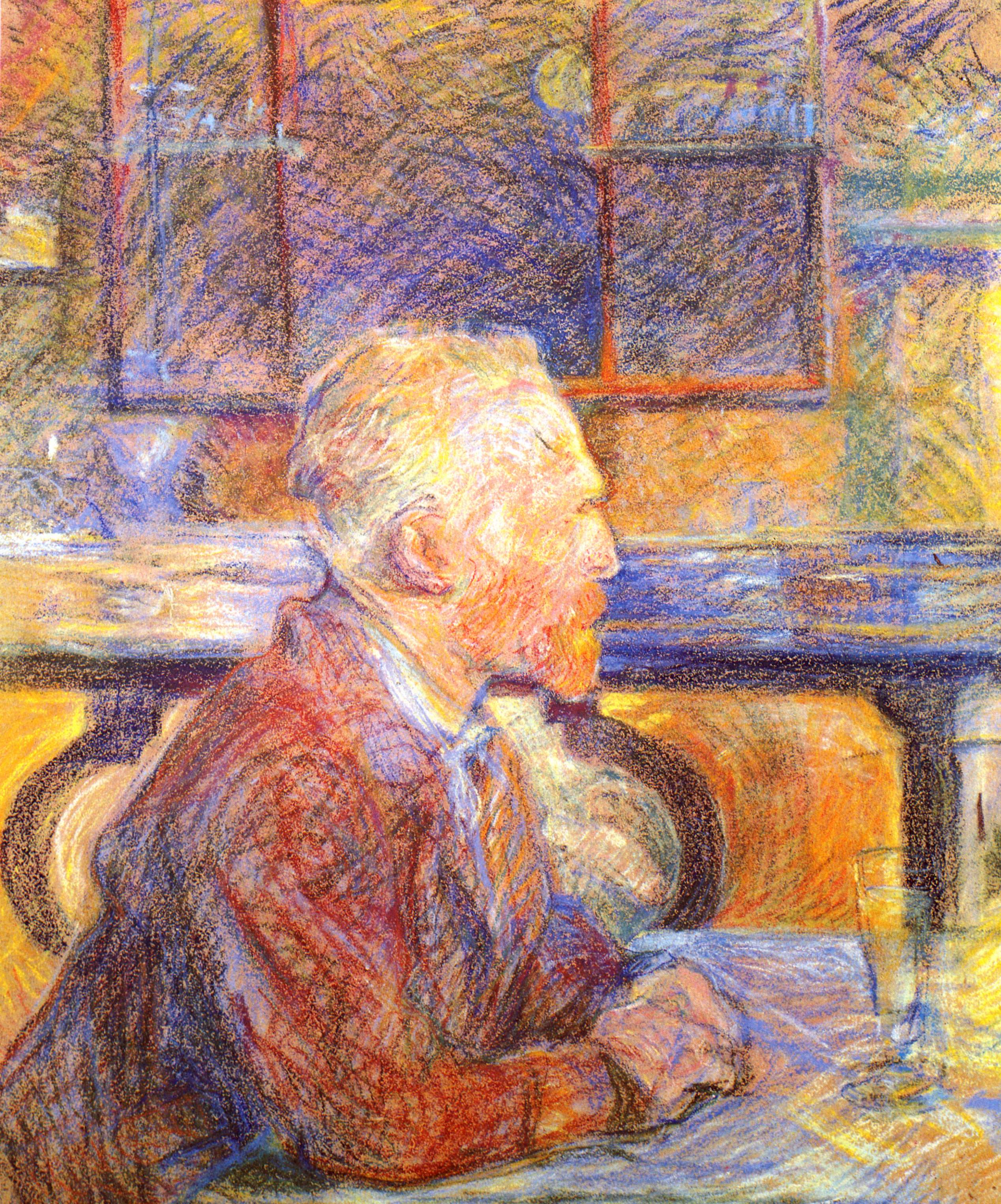
Henri Toulouse-Lautrec (1864–1901), Retrato de Vincent van Gogh, 1887.

Agostina Segatori acabó perdiendo su cafetería y después de diversos contratiempos murió en París en 1910.

## Representaciones de Segatori en el arte francés decimonónico
Agostina fue una modelo famosa. En 1860, posó para Manet, que pintó su retrato conocido como La italiana. Este trabajo, ahora en una colección privada en Nueva York, fue vendido por el comerciante Alphonse Portier a Alexander Cassatt, hermano de Mary Cassatt. También posó dos veces para el pintor Jean-Baptiste Corot. El primer trabajo se titula El retrato de Agostina y el segundo Bacante con panderetas. Fue también pintada por Jean-Léon Gérôme. Vincent van Gogh creó dos retratos de Agostina Segatori, uno llamado La mujer de la pandereta y el otro La italiana.

Jean-Baptiste-Camille Corot, Agostina, la italiana, 1866.
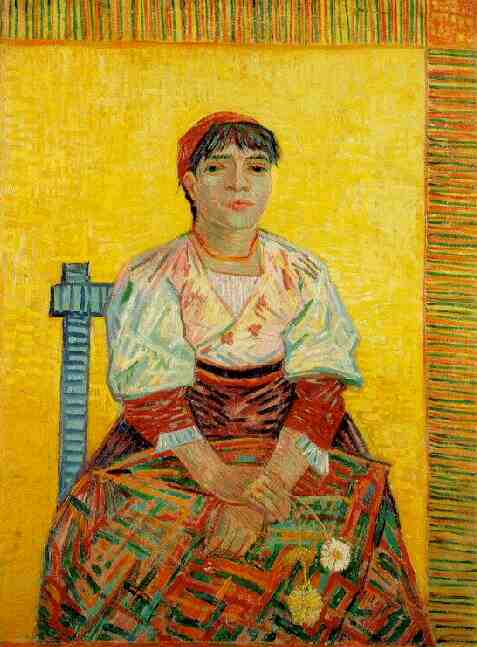
Vincent van Gogh, Retrato de una mujer italiana, 1887.